# مادة مظلمة باردة
في علم الكون والفيزياء، المادة المظلمة الباردة (بالإنجليزية: cold dark matter or CDM)‏ هي هيئة افتراضية للمادة (أحد أنواع المادة المظلمة) التي تتحرك جسيماتها بسرعة أبطأ من سرعة الضوء وتفاعلها مع الإشعاع الكهرومغناطيسي ضعيف للغاية. ويُعتقد أن 80% تقريبًا من المادة في الفضاء الكوني هي مادة مظلمة، جزء صغير منها مادة باريونية عادية يتكون منها النجوم والكواكب والكائنات الحية. منذ سنة 2006 م، يميل معظم علماء الكون إلى تفضيل نظرية المادة المظلمة الباردة كوصف لكيفية تحول الكون من حالته الأولية في بداياته إلى توزيع المجرات والعناقيد المجرية التي نراها اليوم في الكون المرصود. تقول هذه النظرية بأن المجرات القزمة لعبت دورًا حاسمًا، حيث يُعتقد أنها كانت لبنات لبناء هياكل أكبر، التي نشأت عن تغيرات بسيطة في الكثافة في بدايات عمر الكون. نشر الفيزيائيون الأمريكيون جويل بريماك وجورج بلومنثال وساندرا فابر ومعهم الإنجليزي مارتن ريس تلك النظرية للمرة الأولى سنة 1984 م.
وفق نظرية المادة المظلمة الباردة، فإن بنية الكون نمت بشكل هرمي، حيث انهارت الأجسام الصغيرة تحت جاذبيتها الذاتية واندمجت لتكوّن أجسام أكبر. أما في نموذج المادة المظلمة الحارة الذي كان شائعًا في ثمانينات القرن الماضي، فإن بنية الكون لم تُبن هرميًا، ولكنها نتجت عن انقسامات حيث انقسمت العناقيد المجرية العملاقة أولاً مُكونة ما يُشبه الفطيرة المُسطّحة، ثم انقسمت إلى أجزاء أصغر كمجرتنا درب التبانة. لم تكن فرضية المادة المظلمة الحارة تتوافق مع الأرصاد التي تمت على البنى العملاقة، مما أعطى أفضلية لنموذج المادة المظلمة الباردة التي تتفق مع تلك الأرصاد.